# Kelpo Gröndahl
Kelpo Gröndahl (Pori, 28 marzo 1920 – Pori, 2 agosto 1994) è stato un lottatore finlandese.
Ha vinto due medaglie olimpiche nella lotta greco-romana. In particolare ha conquistato la medaglia d'oro alle Olimpiadi di Helsinki 1952 nella categoria pesi medio-massimi e la medaglia d'argento alle Olimpiadi di Londra 1948, sempre nella categoria pesi medio-massimi.
Nel 1953, ai campionati mondiali di lotta tenutisi ad Napoli, ha vinto la medaglia d'argento nella categoria pesi medio-massimi.